# Krähenried
Krähenried ist ein Wohnplatz Großstadelhofens, einer von sieben Ortschaften der Stadt Pfullendorf im baden-württembergischen Landkreis Sigmaringen in Deutschland.

## Geographie
Der Hof Krähenried liegt auf der Gemarkung Großstadelhofen, rund dreieinhalb Kilometer südöstlich der Pfullendorfer Stadtmitte und auf einer Höhe von 666 m ü. NHN.

## Geschichte
Urkundlich wurde Krähenried erstmals im Jahr 1288 (Kopie 13. Jahrhundert) als Cragenrieth erwähnt. Ein Ortsadel von Krähenried ist im 13. Jahrhundert erwähnt. 1288 und 1312 erhielt das Kloster Salem Güter aus Besitz der Herren von Ramsberg.
Ein Konrad Gremlich von Krauchenwies verkaufte 1446 den Grafen von Werdenberg-Heiligenberg Groß- und Kleinstadelhofen und die Vogteien über Sylvenstal, Wattenreute und Krähenried, doch konnte seine Witwe 1475 an Anton von Neuneck dieselben Güter verkaufen. Die Hochgerichtsbarkeit lag bei der Grafschaft Heiligenberg.
Die Grafen von Werdenberg-Heiligenberg beziehungsweise deren Erben, die von Fürstenberg, gaben den Hof fortan als Lehen aus. Die faktisch ausgeübte Niedergerichtsbarkeit konnte das Spital zu Überlingen durch Kammergerichtsurteil von 1619 behaupten. 1779 erhielt die Stadt Überlingen pfandweise auch die hohe Obrigkeit.
Von 1628 an war der Hof Kunkellehen der Familie Raßler: Jakob Christoph Raßler erhielt am 5. Februar 1655 von Kaiser Ferdinand III. den Reichsadel und das Prädikat von Kreenried. Dessen Sohn Jakob Christoph Raßler von Kreenried erhielt am 2. April 1681 die Bewilligung anstatt dieses jenes von Gamerschwang anzunehmen.
Bei Krähenried fand sich beim Pflügen ein Topf mit Münzen, meist aus den Jahren 1630 bis 1640.
1851 erfolgte die Allodifizierung zugunsten der Afterlehensbesitzer.
Der Ort Krähenried war bis 1923 der Gemeinde Denkingen im Amt Pfullendorf zugeordnet. Das Badische Ministerium des Innern in Karlsruhe verfügte mit Wirkung zum 1. April 1923 die Orte Großstadelhofen, Kleinstadelhofen, Sylvenstal, Wattenreute (Gesamtgemeinde Großstadelhofen) und der Ort Krähenried (Gesamtgemeinde Denkingen) zu einer einfachen Gemeinde mit dem Namen Großstadelhofen im Amtsbezirk Pfullendorf zu vereinigen.